# Ржановский, Николай Васильевич
Николай Васильевич Ржано́вский (1886, д. Сенная Губа, Петрозаводский уезд, Олонецкая губерния — 1973, Каракас, Венесуэла) — русский учёный-генетик.

## Биография
Родился в семье священника Василия Стефановича Ржановского.
В 1902 году окончил Олонецкую духовную семинарию. Окончил Петербургский университет и аспирантуру, получил личное дворянство. (По другим сведениям окончил Императорский Юрьевский университет).
В 1920-х годах работал заведующим отделения луговодства Сиверской сельскохозяйственной опытной станции в Белогорке, возглавлял Ленинградский НИИ садоводства и луговодства, преподавал биологию в ЛГУ.
В 1930 году арестован, приговорен к 4 годам ссылки и отправлен в Иркутск.
После освобождения из ссылки проживал с семьей в Пятигорске. С началом Великой Отечественной войны попал в оккупацию, с семьей был вывезен в Германию, откуда выехал в Венесуэлу. В Каракасе в 1945 году был рукоположен в сан священника и служил в клире Русской православной церкви заграницей. В 1964 году упомянут как священник, настоятель храма Знамения Божией Матери в городе Валенсия (Венесуэла) и церкви свв. апостолов Петра и Павла в городе Маракай (Венесуэла).

## Научные труды
- Луговое семеноводство. — Москва; Ленинград: Гос. сельскохоз. изд-во, 1930. — 192 с.
- Улучшение лугов и пастбищ в Восточной Сибири. — Москва; Иркутск: Огиз. Вост.-Сиб. краев. отд-ние, 1935. — 88 с.